# Aedes cantator
Aedes cantator är en tvåvingeart som först beskrevs av Daniel William Coquillett 1903.  Aedes cantator ingår i släktet Aedes och familjen stickmyggor. Inga underarter finns listade i Catalogue of Life.